# Fleurey-lès-Lavoncourt
Fleurey-lès-Lavoncourt település Franciaországban, Haute-Saône megyében. Lakosainak száma 108 fő (2022. január 1.). Fleurey-lès-Lavoncourt La Roche-Morey, Francourt, Mont-Saint-Léger, Renaucourt, Vauconcourt-Nervezain és Villers-Vaudey községekkel határos.

## Népesség
A település népességének változása:
| Lakosok száma | 99   | 100  | 99   | 98   | 97   | 101  | 104  | 108  |
|               | 2013 | 2015 | 2017 | 2018 | 2019 | 2020 | 2021 | 2022 |